# Linia C metra w Buenos Aires
Linia C – linia metra w Buenos Aires. Otwarta została 9 listopada 1934. Ma długość 4,4 km i 9 stacji. Rozpoczyna się od stacji Retiro, a kończy na Constitución. Jest umiejscowiona pod ulicami Lima Sur, Bernardo de Irigoyen, Carlos Pellegrini, Esmeralda, Plaza San Martin i Avenida Ramos Mejía aż do Retiro. Korzysta z niej 200 tysięcy pasażerów dziennie.
Jest to trzecia linia metra otwarta w kolejności, po liniach A i B. Jak wszystkie linie, z wyjątkiem linii B, pobiera prąd z trakcji napowietrznej.